# Ljubivoje Pajović
Ljubivoje Pajović, srbski general, * 16. september 1914, † 2000.

## Življenjepis
Leta 1941 je vstopil v NOVJ in leta 1943 je postal član KPJ. Med vojno je bil poveljnik več artilerijskih enot, od baterije do divizijske artilerije.
Po vojni je bil poveljnik Artilerijsko-tehniške častniške šole, načelnik artilerije korpusa in armade.